# Codecademy
Codecademy és una plataforma interactiva en línia que ofereix classes gratuites de programació, de 12 llenguatges de programació diferents que inclouen Python, Java, PHP, JavaScript (jQuery, AngularJS, React.js), Ruby, SQL, i Sass, així com HTML i CSS. El lloc també ofereix una opció de pagament "pro" que ofereix als usuaris accés a un pla d'aprenentatge personalitzat, concursos, projectes realistes, i ajuda en directe per part d'assessors.

## Història
Codecademy va ser fundat l'agost de 2011 per Zach Sims i Ryan Bubinski. Sims es va retirar de la Universitat de Colúmbia per centrar-se en el llançament d'una empresa, i Bubinski es va graduar a Columbia el 2011 La companyia, amb seu a la ciutat de Nova York, va recaptar $ 2,5 milions en finançament Sèrie A l'octubre del 2011 i $10 milions en finançament de Sèrie B al juny de 2012. L'última ronda de finançament va ser liderada per Index Ventures. Crunchbase informa d'una nova ronda de finançament de Sèrie C per una suma no revelat, per Bloomberg Beta al juny de 2013
El 22 de juliol de 2014, el lloc va aparèixer amb un nou format redissenyat.
L'agost de 2015, Codecademy es va associar amb la Casa Blanca, disposat a rebre en persona a 600 estudiants, com per exemple dones desfavorides o grups minoritaris durant un període de dotze mesos.

## Característiques
La plataforma també proporciona cursos per aprendre línia d'ordre i Git. Al setembre de 2015, Codecademy, amb la societat formada amb Periscope, va crear una sèrie de cursos per ensenyar a disseyar amb SQL, el llenguatge de programació predominant per consultes de base de dades. A l'octubre de 2015, Codecademy va crear un curs nou, una classe de programació amb Java. El gener de 2014, el lloc va acomular més de 24 milions d'usuaris que havien completat més de 100 milions d'exercicis. El lloc ha rebut revisions positives del New York Times i TechCrunch.
Com a part de la Setmana de l'Educació de Ciències de la Computació, celebrada al desembre de 2013, Codecademy va llançar la seva primera aplicació per iOS anomenada "Hour of Code". L'aplicació se centra en els fonaments de la programació, i inclou el mateix contingut que la pàgina web.

## Code Year
Code Year és un programa d'incentius de Codecademy, que és gratuït i té la intenció d'ajudar a la gent a seguir a través de New Year's Resolution per aprendre a programar, mitjançant la introducció d'un nou curs per a cada setmana de l'any 2012. Més de 450,000 persones van apuntar-se a cursos el 2012, i Codecademy va continuar el programa al 2013. Tot i que el curs està disponible, per al programa s'ha aturat.

## Premis
- Skillies Technology Award 2015[21]
- Best Education Startup, Crunchies Awards 2012[22]